# هيو ميتشيل
هيو ميتشيل (بالإنجليزية: Hugh Mitchell)‏ هو ممثل بريطاني، ولد في 7 سبتمبر 1989 بونشستر في المملكة المتحدة.

## أعمال

### أفلام
- (2002) هاري بوتر وحجرة الأسرار[2][3]
- (2006) شيفرة دا فينشي[4]

## وصلات خارجية
- هيو ميتشيل على موقع IMDb (الإنجليزية)
- هيو ميتشيل على موقع ألو سيني (الفرنسية)
- هيو ميتشيل على موقع أول موفي (الإنجليزية)
- هيو ميتشيل على موقع قاعدة بيانات الأفلام السويدية (السويدية)
- هيو ميتشيل على موقع قاعدة بيانات الفيلم (الإنجليزية)
- هيو ميتشيل على موقع كينوبويسك (الروسية)